# Хансен, Абсалон
А́бсалон Ха́нсен (фар. Absalon Hansen; род. 1 ноября 1959 года в Торсхавне, Фарерские острова) — бывший фарерский футболист, известный по выступлениям за клубы «Б36» и «Б68». Также занимался стрельбой из лука и спортивным бегом.

## Биография
Абсалон начинал свою карьеру в «Б36» из родного Торсхавна. Он дебютировал за «чёрно-белых» 23 апреля 1978 года в матче чемпионата Фарерских островов против клуба «ИФ». 24 сентября того же года Абсалон забил свой первый гол за родной клуб в поединке с «ВБ». Всего в своём дебютном сезоне игрок принял участие в 11 играх фарерского первенства. В сезоне-1979 Абсалон сыграл 8 матчей за «чёрно-белых». В 1980 году игрок перешёл из «Б36» в тофтирский «Б68» и помог этой команде выиграть первый дивизион. Следующие 2 сезона он был важным игроком тофтирского коллектива, внеся свой вклад в закрепление клуба в высшем фарерском дивизионе.
В 1983 году Абсалон перестал попадать в состав «Б68» и сыграл всего 1 матч в первой половине сезона. Во второй половине футболист вернулся в родной «Б36», однако провёл там всего 2 встречи. В сезоне-1984 состоялось возвращение Абсалона в «Б68», где он снова стал важным игроком, приняв активное участие в борьбе клуба за чемпионские титулы 1984 и 1985 годов. В 1986 году Абсалон снова потерял место в составе тофтирцев, сыграв всего 7 матчей. В конце сезона он принял решение завершить свои выступления.
Закончив с футболом, Абсалон вернулся в родной Торсхавн и стал заниматься фермерством. В 1993 году он дебютировал в новом для себя виде спорта — стрельбе из лука. Абсалон впервые принял участие на международных соревнованиях по стрельбе из лука в 1995 году. Он выступал на Островных играх 2005, 2007, 2009, 2011 и 2015 годов, каждый раз выигрывая медали разной степени ценности. Абсалон также занимался спортивным бегом: он участвовал на Рейкьявикском марафоне 2013 года, а в 2020 году выиграл фарерский забег на 10 км

## Достижения
«Б68»
- Чемпион Фарерских островов (2): 1984, 1985
- Победитель первого дивизиона (1): 1980